# Jeanette Nordahl
Jeanette Nordahl (født 1985) er en dansk instruktør.
Nordahl er uddannet på den alternative filmskole Super16 i 2012 med afgangsfilmen Waiting for Phil.
Waiting for Phil blev nomineret til en Robert for bedste kortfilm i 2013, hun var med i produktionen af Borgen fra 2011.

## Filmografi
- 2004, Rød mand stå
- 2005, Min mors kærlighed, manuskript og instruktørassistent
- 2008, Bastion, scripter
- 2009, Træneren, scripter
- 2010, Klovn - The Movie, scripter og instruktørassistent
- 2010, Neel, instruktion og manuskript
- 2011, Borgen, instruktørassistent
- 2011, Fjorten år og to nætter, instruktion og manus
- 2012, Belinda Beautiful, instruktørassistent
- 2012, Waiting for Phil, instruktion
- 2012, My Baby The Butterfly, instruktion og manus
- 2013, Kvinden i buret, instruktørassistent
- 2014, Fasandræberne, instruktørassistent
- 2014, Klumpfisken, instruktørassistent og scripter
- 2015, Rosita, 2. instruktørassistent
- 2015, Nylon, instruktion
- 2016, Bedrag, instruktørassistent
- 2018, Lykke-Per, 3. instruktørassistent
- 2020, Kød og blod, instruktion